# Parasola auricoma
Parasola auricoma (Pat.) Redhead, Vilgalys & Hopple, in Redhead, Vilgalys, Moncalvo, Johnson & Hopple (2001)

## Descrizione della specie
Cappello 
0,5-3 x 0,3-1,8 cm quando è chiuso, 1–6 cm di diametro quando aperto, prima ovoidale, poi ottuso-conico e infine convesso
cuticolaglabra, finemente striata, liscia al centro, di colore bruno-fulvo, bruno-rossastro, bruno-ruggine, più scura al centro, con il tempo asciutto la colorazione sbiadisce a toni grigi, non deliquescente.
 Lamelle 
Non deliquescenti, libere al gambo, lineari, con filo intero, prima grigiastre, poi marroni e infine nere per lesporey
.
 Gambo 
7-12 x 0,2-0,3 cm, glabro, cilindrico, leggermente rastremato all'apice, sub bulboso alla base, da biancastro a bianco-crema.
 Carne 
Carne insignificante, senza odore e sapori particolari, poco deliquescente.

## Microscopia
Spore10-14,3 x 5,8-8,2 µm, ellissoidali, con poro germinativo centrale (raramente eccentrico), rosso bruno scuro in massa.
Basiditetrasporici, circondati da 3-6 pseudoparafisi.
Pleurocistidi70-140 x 22-45 µm, subcilindrici o utriformi.
Cheilocistidi50-95 x 17-25 µm, utriformi, sublageniformi, subcilindrici o ellissoidali.
Giunti a fibbiapresenti.

## Sinonimi e binomi obsoleti
- Coprinus auricomus Pat., Tabl. analyt. Fung. France (Paris): 200 (1886)
- Coprinus hansenii J.E. Lange, Dansk bot. Ark. 2(3): 48 (1915)